# Elie Siegmeister
Elie Siegmeister (15. januar 1909 i New York City, New York, USA – 10. marts 1991 New York, USA) var en amerikansk komponist og lærer. Siegmeister studerede hos Nadia Boulanger i Paris og Wallingford Riegger
og Seth Bingham på Coulumbia University.
Han har komponeret 8 symfonier, 9 operaer, korværker, kammermusik og koncerter. Siegmeister skrev også filmmusik især til Hollywood film.
Han mixede jazz, blues og folk musik med klassisk musik, og satte den amerikanske nationale tone højt.

## Udvalgte værker
- Symfoni nr. 1 (1947) - for orkester
- Symfoni nr. 2 (1950) - for orkester
- Symfoni nr. 3 (1957) - for orkester
- Symfoni nr. 4 (1967-1970) - for orkester
- Symfoni nr. 5 "Vision af tiden" (1971) - for orkester
- Symfoni nr. 6 (1983) - for orkester
- Symfoni nr. 7 (1986) - for orkester
- Symfoni nr. 8 (1989) - for orkester
- Klarinetkoncert (1956) - for klarinet og orkester
- Fløjtekoncert (1960) - for fløjte og orkester
- Klaverkoncert (1974 , rev. 1983) - for klaver og orkester
- Violinkoncert (1977-1978) - for violin og orkester
- "Miranda og den mørke unge mand" (1955-1957) - opera
- "Ploven og stjernerne" (1963-1969) - opera
- "I Have A Dream" (kantate om Martin Luther Kings tale) (1967-1968) - for kor
- "I vores tid" (1965) - for kor